# Stripper (Achille Lauro-dal)
A Stripper (magyarul: Sztriptíztáncos) Achille Lauro olasz énekes dala, mellyel San Marinót képviselte a 2022-es Eurovíziós Dalfesztiválon Torinóban. A dal 2022. február 19-én, a San Marinó-i nemzeti döntőben, az Una voce per San Marinóban megszerzett győzelemmel érdemelte ki a dalversenyen való indulás jogát.

## Eurovíziós Dalfesztivál
2022. február 8-án vált hivatalossá, hogy az énekes a tapasztalt előadók kategóriájában bekerült a 2022-es San Marinó-i eurovíziós nemzeti döntő mezőnyébe. A zsűri döntésének értelmében a február 19-én rendezett döntőt megnyerte, így ő képviselhette San Marinót az Eurovíziós Dalfesztiválon.
A dal hivatalosan 2022. március 4-én jelent meg.
Az Eurovíziós Dalfesztiválon a dalt a május 12-én megrendezett második elődöntőben adta elő fellépési sorrend szerint tizenegyedikként a Máltát képviselő Emma Muscat I Am What I Am című dala után és az Ausztráliát képviselő Sheldon Riley Not the Same című dala előtt. Az elődöntőben a nézői szavazatok és a nemzetközi zsűrik pontjai alapján nem került be a dal a május 14-i döntőbe. Összesítésben 50 ponttal a 14. helyen végzett.
A következő San Marinó-i induló a Piqued Jacks együttes Like an Animal című dala volt a 2023-as Eurovíziós Dalfesztiválon.